# Snöberget
Snöberget este o arie protejată (arie specială de conservare — SAC, sit de importanță comunitară — SCI) din Suedia întinsă pe o suprafață de 416,3 ha, integral pe uscat.

## Localizare
Centrul sitului Snöberget este situat la coordonatele 65°59′11″N 21°56′54″E / 65.9863°N 21.9482°E.

## Înființare
Situl Snöberget a fost declarat sit de importanță comunitară în iunie 1996 pentru a proteja 1 specie de plante. Situl a fost protejat și ca arie specială de conservare în martie 2011.

## Biodiversitate
Situată în ecoregiunea boreală, aria protejată conține 8 habitate naturale: Mlaștini împădurite, Lacuri și iazuri distrofice naturale, Grohotișuri silicioase de la nivelul montan până la nivelul zăpezii (Androsacetalia alpinae și Galeopsietalia ladani), Mlaștini turboase de tranziție și turbării mișcătoare, Izvoare fino-scandinave și mlaștini produse de izvoare bogate în minerale, Păduri caducifoliate de mlaștină fino-scandinave, Turbării Aapa, Taiga vestică.
La baza desemnării sitului se află o specie protejată de  plante: Ranunculus lapponicus.